# 青森山田中学高等学校
青森山田中学高等学校（あおもりやまだちゅうがくこうとうがっこう）は、青森県青森市青葉に所在し、中高一貫教育を提供する私立中学校・高等学校。

## 沿革
- 1918年（大正7年） - 創立者山田きみが青森県青森市新町の自宅で裁縫塾を開く
- 1919年（大正8年） - 山田高等家政女学校に改称
- 1931年（昭和6年）3月5日 - 各種学校令による青森家政学園設立許可（青森市長島町156番地）
- 1933年（昭和8年）3月31日 - 文部大臣の許可を受け、実業学校令による山田高等家政女学校認可（本科4年、家政科2年、研究科1年）（青森市浦町）
- 1934年（昭和9年） - 家庭科を増設
- 1948年（昭和23年）3月11日 - 財団法人組織として山田学園設立。山田高等学校認可
- 1949年（昭和24年） - 中学校を併設
- 1951年（昭和26年）3月12日 - 財団法人山田学園を学校法人山田学園に改組。高等学校男子部を設置
- 1962年（昭和37年）1月20日 - 法人名を学校法人山田学園から学校法人青森山田学園と改称。山田高等学校を青森山田高等学校に改称
- 1977年（昭和52年） - 校舎移転
- 1981年（昭和56年） - 高等学校に調理科を増設
- 1982年（昭和57年）1月23日 - 2級自動車整備士養成施設として高等学校に自動車専攻科認可
- 1985年（昭和60年） - 土木科を土木建築科に改める
- 1989年（平成元年） - 高等学校の普通科に特進、教養、体育コースを設ける
- 1998年（平成10年）3月31日 - 青森山田高等学校通信制普通科設置認可
- 2001年（平成13年）3月30日 - 青森山田中学校を青森市浜田板橋23に認可
- 2005年（平成17年） - 高等学校の土木建築デザイン科を建築デザイン科に改称
- 2012年（平成24年） - 高等学校の建築デザイン科、生徒募集停止
- 2014年（平成26年） - 高等学校通信制普通科の千葉校、東京校、山梨校、静岡校、大分校の生徒募集停止
- 2022年（令和4年） - 自動車科の募集停止。情報処理科をITビジネス科に改称
- 2024年（令和6年） - 青森大学東京キャンパス内に通信制課程東京校が開校。

## 設置学科
青森山田高等学校には以下の課程・学科（コース）がある。
- 全日制課程
  - 普通科（特進コース・吹奏楽コース・美術コース・演劇コース・キャリアアップコース・スポーツコース）
  - ITビジネス科
  - 自動車専攻科[1]
  - 調理科
- 通信制課程
  - 普通科
    - 青森校（本部校；募集区域・青森、岩手、秋田の3県）
    - 札幌校（募集区域・北海道全域）

青森山田中学校には、以下のコースがある。
- 特進コース
- 普通コース

## 著名な部活動

### サッカー部
1970年に創部。1989年に田口光久が監督に就任した頃から強化が始まり、1991年には全国高等学校サッカー選手権大会（選手権）と全国高等学校総合体育大会サッカー競技大会（インターハイ）の全国大会に初出場を果たした。
1995年、黒田剛が田口の後任監督に就任すると、雪国である青森のハンデを逆手に取り、雪の上での練習と筋力トレーニングを兼ねた雪かきを練習に取り入れるなどして強化を進め、1997年以降の選手権には毎年出場する強豪校となった。
2005年シーズンには、第40回全国高等学校総合体育大会サッカー競技大会で優勝している。高円宮杯 JFA U-18サッカーリーグでは、トップチームが最上位カテゴリのプレミアリーグに在籍するほか、東北地方の強豪校が戦うプリンスリーグ東北にセカンドチームが参戦している。2016年シーズンには、高円宮杯U-18サッカーリーグ2016 プレミアリーグと第95回全国高等学校サッカー選手権大会で共に優勝、ユース世代二冠を達成。
2021年シーズンには全国高等学校総合体育大会サッカー競技大会、高円宮杯 JFA U-18サッカープレミアリーグ、全国高等学校サッカー選手権大会を優勝し、ユース世代三冠を達成している。
また中学校も2012年に全国大会で優勝し、2014年から2017年にかけて4連覇を達成している。

#### タイトル
- 高校：全国高等学校総合体育大会サッカー競技大会 - 2回（2005年、2021年）
- 高校：高円宮杯 JFA U-18サッカープレミアリーグ - 2回（2016年、2019年、2021年〈ただし、コロナウイルス禍により王者決定戦は行われず〉）
- 高校：全国高等学校サッカー選手権大会 - 4回（2016年度、2018年度、2021年度、2023年度)
- 中学：全国中学校サッカー大会 - 5回（2012年、2014年、2015年、2016年、2017年）

### 卓球部
総監督を吉田安夫が務め、全国高等学校総合体育大会卓球競技大会で男子団体が17回、女子団体が4回全国優勝するなどの実績を残した。この他、国民体育大会卓球競技、全国高等学校選抜卓球大会、全日本卓球選手権大会でも実績を残した。
2015年度をもって強化が休止された。

### 硬式野球部
全国高等学校野球選手権大会に12回、選抜高等学校野球大会に3回出場し、最高成績ベスト4、計17勝を挙げている。明治神宮野球大会に2回出場している。2011年に上級生のイジメによる青森山田高校野球部寮内死亡事件が起きている。

### 男子新体操部
1982年の創部以来、39年間で36回の団体全国優勝、17回の個人全国優勝の実績を持つ。

## アクセス
- 青森駅より青森市営バス利用。
  - 「K35・M35」に乗車した場合、「青森山田中学・高校前」下車。
  - 「K30・K32・J32・K33・K37」に乗車した場合、「DCM青森中央店前」下車。徒歩5分。[6]
- 野辺地、油川、五所川原、蟹田、弘前など、8か所からスクールバスを運行している。但し4月下旬から11月までの運行で、冬季は運休。[7]

## 主な卒業生

### サッカー
- オズヴァウド・ジョゼ・マルチンス・ジュニオール
- タビナス・ポール・ビスマルク

- 佐々木仁
- 河端和哉
- 千葉貴仁
- 三澤純一
- 盛礼良レオナルド
- 那須川将大
- 橋本和
- 小寺優輝
- 川邊裕紀
- 松本怜
- 小澤竜己
- 伊東俊
- ロメロ・フランク
- 川西翔太
- 三浦修
- 藤本憲明
- 大津一貴
- 椎名伸志
- 野間涼太
- 柴崎岳
- 三田尚希
- 櫛引政敏
- 差波優人
- 室屋成
- 山田将之
- 池上丈二
- 八戸雄太
- 田中雄大
- 菊池流帆
- 松木駿之介
- 平松遼太郎
- 山下優人
- 常田克人
- 神谷優太
- 原山海里
- 廣末陸
- 高橋壱晟
- 三國スティビアエブス
- 住永翔
- 佐々木快
- 橋本恭輔
- 小山新
- 嵯峨理久
- 郷家友太
- 中村駿太
- 蓑田広大
- 堀脩大
- 鍵山慶司
- 檀崎竜孔
- 三國ケネディエブス
- 二階堂正哉
- 天笠泰輝
- バスケス・バイロン
- 飯田雅浩
- 武田英寿
- 古宿理久
- 藤原優大
- 安斎颯馬
- 松木玖生
- 宇野禅斗
- 中島龍基

### 卓球
- 小野文子
- 吉田海偉
- 田勢邦史
- 張一博
- 坪口道和
- 坂本竜介
- 福原愛
- 大矢英俊
- 水谷隼
- 松平賢二
- 松平健太
- 上田仁
- 神巧也
- 森薗美咲
- 丹羽孝希
- 吉田雅己
- 森薗政崇
- 森さくら

### 野球
- 兜森祟朗
- 柳田将利
- 吉田一将
- 曲尾マイケ
- 山崎晃大朗
- 京田陽太
- 三森大貴
- 堀岡隼人
- 西村凌
- 董偉
- 木浪聖也
- 堀田賢慎
- 川原田純平

### バドミントン
- 廣瀬栄理子
- 今別府香里
- 藤井瑞希
- 垣岩令佳
- 米元小春
- 田中志穂
- 福島由紀
- 永原和可那
- 志田千陽

### テニス
- 錦織圭（通信制課程東京校）
- 西岡良仁

### 柔道
- 鳥谷部真弓
- 吉村依子

### ボクシング
- 竹原慎二（引退後に通信課程を卒業）
- 畑山隆則（引退後に通信課程に再入学で卒業）

### 自転車
- 佐々木健司
- 石橋学

### スケート
- 村上大介
- 本田真凜
- 渡辺倫果
- 本田望結

### スノーボード
- 中井孝治

### その他
- 七戸勇気（ラグビー）
- 佐々木裕也（バスケットボール）
- 村上舜（サーフィン）
- 佐藤大宗（近代五種競技）

### 芸能
- 五十嵐麻朝
- 小清水亜美（通信課程卒）
- 上原あずみ
- 横山ひでき
- 荒内美沙緒
- 西島隆弘
- 赤坂麻凪